# Sanna Nielsen
Sanna Viktoria Nielsen (nascuda el 27 de novembre de 1984 en Bromölla, Suècia) és una cantant sueca. Ha participat en el Melodifestivalen set vegades entre 2001 i 2014, i en el setè intent de 2014 va guanyar amb la cançó Undo, guanyant-se així el dret de representar a Suècia en el Festival de la Cançó d'Eurovisió 2014 a Copenhaguen, Dinamarca, festival en el qual quedaria en tercera posició.